# Bohuslaw Chotek von Chotkow
Bohuslaw Chotek von Chotkow (in ceco Bohuslav hrabě Chotek z Chotkova a Vojnína; in tedesco Bohuslaw Graf Chotek von Chotkow und Wognin; Praga, 4 luglio 1829 – Görlitz, 11 ottobre 1896) è stato un nobile e diplomatico boemo.

## Biografia
Era il figlio minore del conte Karl Chotek von Chotkow, e di sua moglie, la baronessa Marie Berchtold von Ungarschitz. Il padre di Bohuslaw era il governatore del Tirolo, del Vorarlberg e della Boemia, nonché fondatore del Museo statale tirolese.
Nel 1866, divenne l'ambasciatore austriaco a Stoccarda, nel 1869 divenne ambasciatore a San Pietroburgo e nel 1872 a Bruxelles.

## Matrimonio
Sposò, il 30 ottobre 1859 a Kostelec nad Orlicí, la contessa Wilhelmine Kinsky von Wchinitz e Tettau (1838-1886), figlia del conte Joseph Kinsky von Wchinitz e Tettau. Ebbero otto figli:
- Wolfgang Chotek von Chotkow (15 agosto 1860-10 dicembre 1926), sposò Anna Elisabeth von Künell auf Nedamow, non ebbero figli;
- Zdenka Chotek von Chotkowa (1861-1946);
- Marie Chotek von Chotkowa (11 luglio 1863-21 giugno 1935), sposò il principe Jaroslav von Thun e Hohenstein, ebbero figli;
- Caroline Chotek von Chotkowa (19 novembre 1865-29 novembre 1919), sposò il conte Leopold von Nostitz-Rieneck, ebbero figli;
- Sophie Chotek von Chotkowa (1 marzo 1868-28 giugno 1914), sposò l'arciduca Francesco Ferdinando d'Austria, ebbero figli;
- Oktavia Chotek von Chotkowa (5 maggio 1873-29 novembre 1946), sposò il conte Joachim von Schönburg-Glauchau, ebbero figli;
- Maria Antonia Chotek von Chotkowa (12 maggio 1874-13 giugno 1930), sposò il conte Karl von Wuthenau-Hohenthurm, ebbero figli;
- Henriette Chotek von Chotkowa (9 luglio 1880-19 marzo 1964), sposò il conte Leopold von Nostitz-Rieneck, ebbero figli.